# Roberto Freire (político)
Roberto João Pereira Freire (Recife, 20 de abril de 1942) es un político brasileño. Preside el Partido Popular Socialista (PPS) y es diputado por el estado de Pernambuco.
Comenzó a militar en la política en el 1962 en el Movimento Democrático Brasileiro, que agrupaba a los partidos que luchaban por la democracia total durante la dictadura militar. Tras la dictadura militar se erige como líder del Partido Comunista Brasileño. Tras la caída de la Unión Soviética funda el PPS junto a otros líderes comunistas.
- Datos: Q7351701
- Multimedia: Roberto Freire (politician) / Q7351701